# Німенко Андрій Васильович
Німе́нко Андрі́й Васи́льович (20 червня 1925, с. Інгуло-Кам'янка, Новгородківський район, Зинов'євська округа, Одеська губернія, Українська СРР, СРСР — 1 лютого 2006, Київ, Україна) — український скульптор, мистецтвознавець, письменник і поет. Член Національних спілок письменників і художників України, кандидат мистецтвознавства (1955), заслужений діяч мистецтв Грузинської РСР (1969). Чоловік мовознавиці Лариси Масенко, батько художника Максима Німенка.

## Біографія
Народився 20 червня 1925 року в с. Інгуло-Кам'янці, тепер Кіровоградська область, Україна. Дитячі та юнацькі роки пройшли в с. Більшовик Долинського району. Працював газетарем в м. Долинський. Закінчив Республіканську художню школу ім. Т. Г. Шевченка. Учасник Другої світової війни. В 1951 році закінчив Київський художній інститут, викладачі М. Г. Лисенко та М. І. Гельман. В 1955 році закінчив аспірантуру Інституту мистецтвознавства, фольклористики та етнології АН України. 
Андрій Васильович слуга двох муз — мистецтва та поезії. Друкувався в журналах «Київ», «Україна», «Кур'єр Кривбасу», «Вежа». Він автор пам'ятників видатних українських митців — Юрія Яновського, Олександра Довженка, Остапа Вишні, Степана Васильченка, Григора Тютюнника, Павла Загребельного та ін. Його чисельні акварелі багатьох церков та монастирів України є іноді єдиними згадками про втрачені святині. Андрій Німенко — творець медалей мистецькоі премії «Київ», заснованої столичною адміністрацією в шести номінаціях, серії портретів-медалей гетьманів України.

## Творчість
- Історія українського мистецтва (видання)

### Монументальні композиції (у співавторстві)
- «Сини Вітчизни» (1967).
- «Арсенальці» на станції метро «Арсенальна» (1960, не збереглася).

### Скульптури (у співавторстві)
- Шота Руставелі (1966).
- Алішер Навої (1967).

### Пам'ятники (у співавторстві)
- Давиду Гурамішвілі у Миргороді (1969).
- Лесі Українці у Луцьку (1977).
- Миколі Давидову у с. Веселих Боковеньках Кіровоградської області.

### Пам'ятні медалі
- Серія «Гетьмани України» (1980—1996).

### Поезія
- «Мідні карби» (1971)
- «Вогонь і камінь» (1975)
- «Мозаїка вікон» (1983)
- «Сонячна брама» (1985)
- «Сонячний дім» (1985)
- «Грифонжі» (1990)
- «Лісові фантазії» (1991)